# Robert Rosencrans

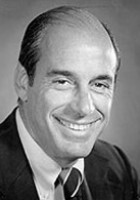
Robert Morris "Bob" Rosencrans

Robert Morris "Bob" Rosencrans (Nova Iorque, 26 de março de 1927 – Greenwich (Connecticut), 3 de agosto de 2016) foi um pioneiro da indústria de televisão por cabo que ajudou a criar C-SPAN, uma rede de televisão americana de relações públicas. Além disso, ele ajudou a lançar as redes de televisão BET e MSG, um predecessor da USA Network.[carece de fontes?]